# Parque nacional de Samoa Americana
El parque nacional de Samoa Americana es un parque nacional estadounidense localizado en el territorio de la Samoa Americana, que se divide en tres islas Tutuila Ofu, y Ta'u. Fue creado por el Congreso de Estados Unidos en 1988. La entidad gestora es el Servicio Nacional de Parques. El parque incluye arrecifes de coral y bosques lluviosos. En el parque se puede practicar el senderismo y el buceo. De los 36,42 kilómetros cuadrados que forman el parque, 10,12 km² son ecosistemas acuáticos. 
La parte de Tutuila es accesible por medio de coches. Tutuila es la mayor isla de Samoa Americana. Hay dos formas de acceso:
1. Conducir desde Pago pago a través de Fagasa por una carretera asfaltada hasta llegar a un pequeño aparcamiento y luego seguir el sendero señalizado por el Servicio Nacional de Parques.
2. A la parte oriental del parque se puede acceder cruzando las colinas al norte del puerto de Pago pago, atravesando los pueblos de Aua y Afono. Desde Afono, hay que seguir a través de la carretera pavimentada hasta entrar en los bordes del parque. La carretera continúa hasta la ciudad de Vatia. Detrás del colegio de Vatia hay un cartel del Servicio Nacional de Parques señalizando un sendero.

Para visitar la parte del parque que está en la isla de Ofu hace falta viajar en un pequeño avión desde el aeropuerto de Tutuila. Se puede pasar la noche en Ofu en el aeropuerto y en Asaga. Para visitar la parte de Tau se debe realizar otro viaje en avión desde Tutuila. También se puede pernoctar en esa isla. La mayoría de visitantes se quedan en la isla principal. Todas las zonas del parque ofrecen excelentes oportunidades para observar los recursos naturales de las Islas Samoa, sobre y bajo del mar.
El 12 de abril de 2017, el área protegida fue incluida en la Lista indicativa de Estados Unidos, los bienes que el país remite a la UNESCO al considerarlos candidatos a ser declarados Patrimonio de la Humanidad.

## Galería de fauna marina del P.N. de Samoa Americana

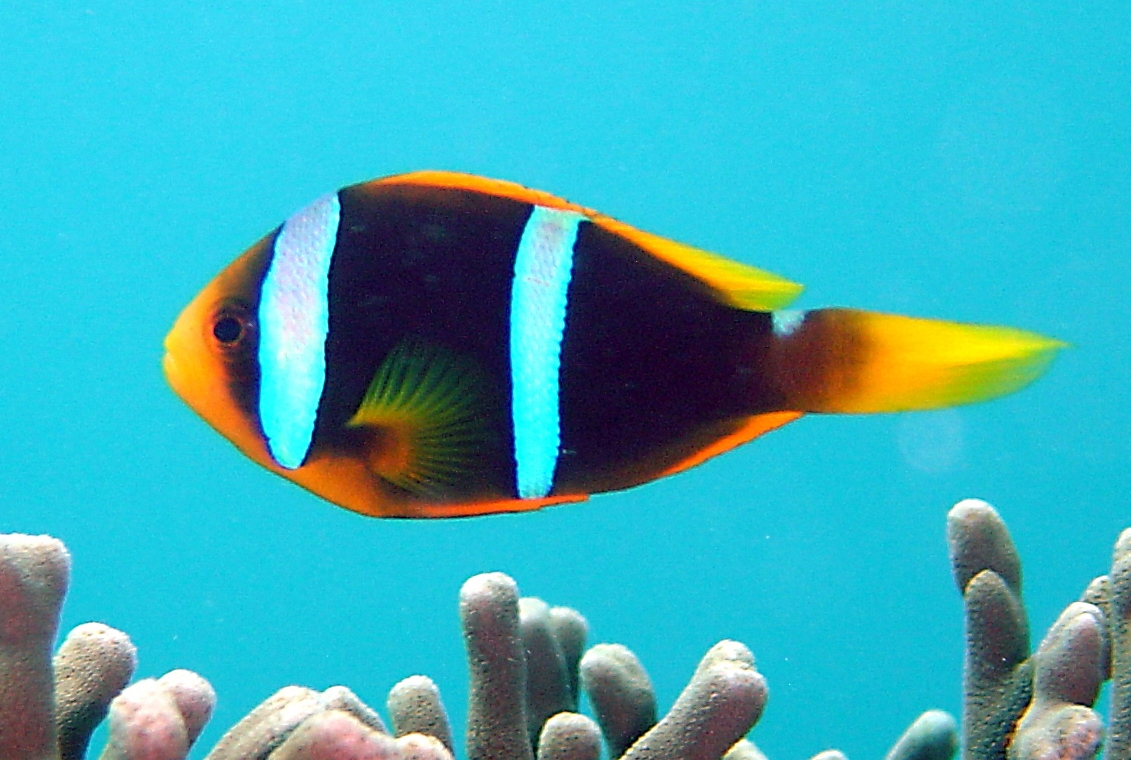
Amphiprion chrysopterus
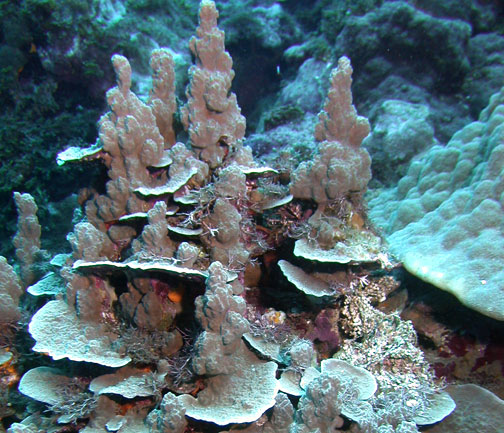
Porites rus
Aspidontus dussumieri
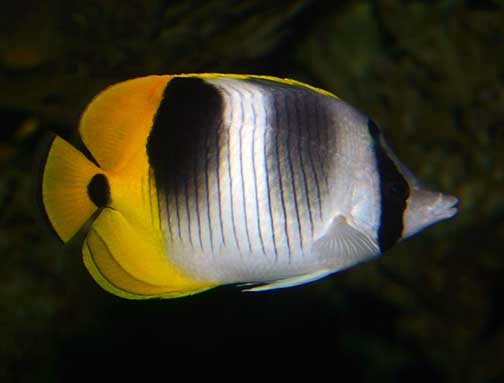
Chaetodon ulietensis
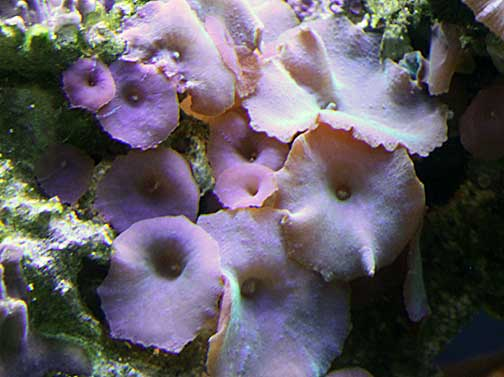
Colonia de Discosoma sp
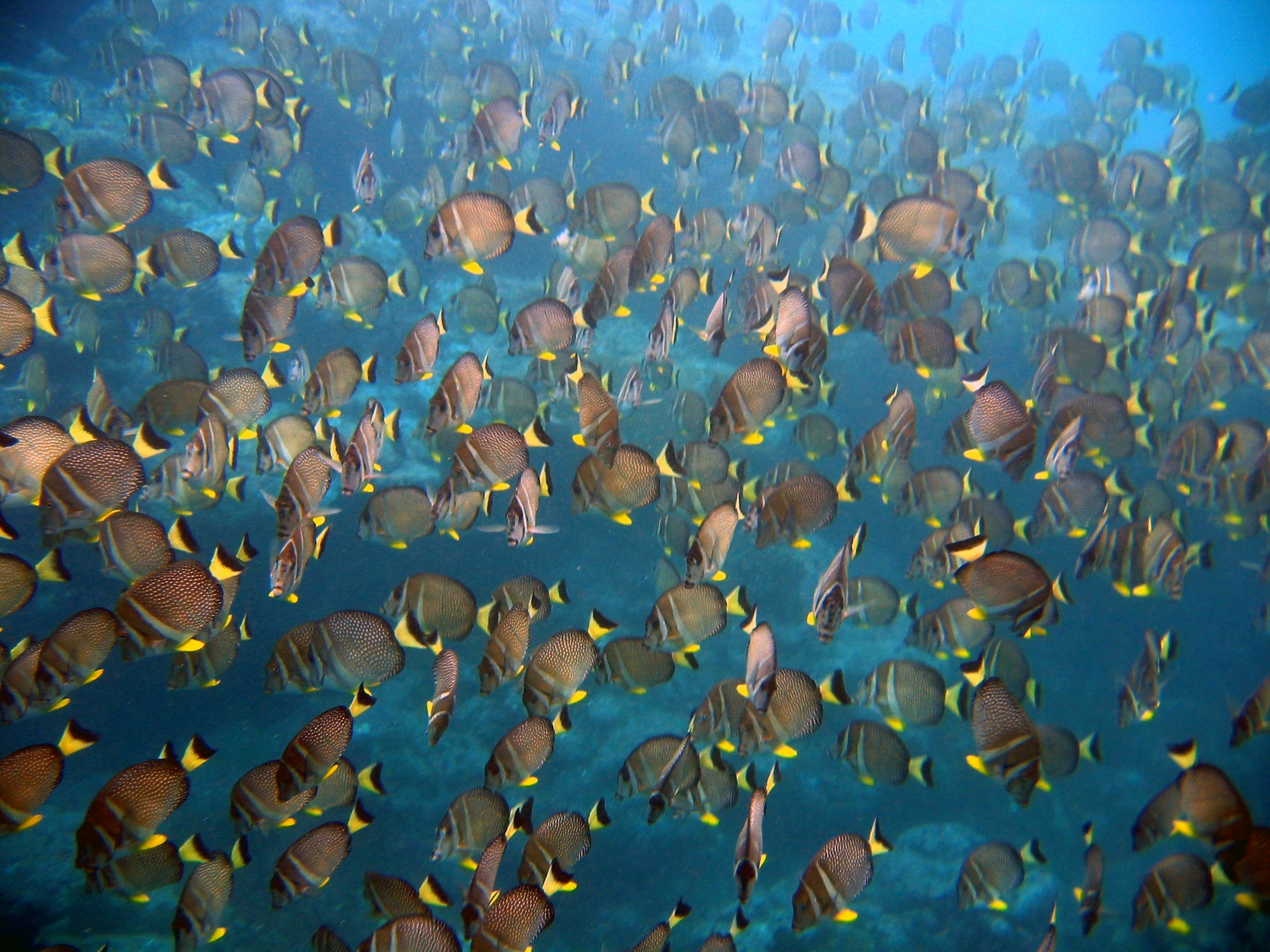
Acanthurus guttatus
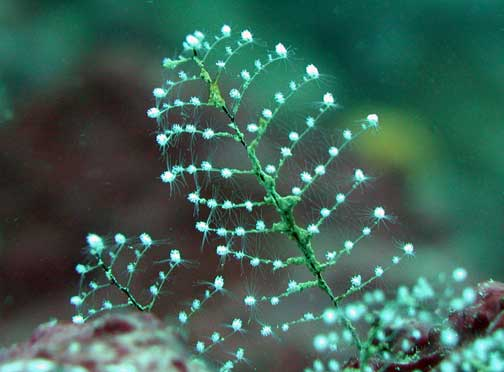
Pennaria disticha
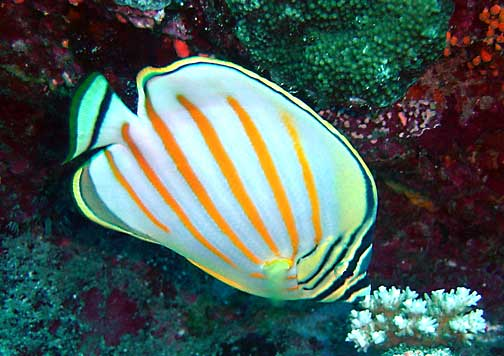
Chaetodon ornatissimus
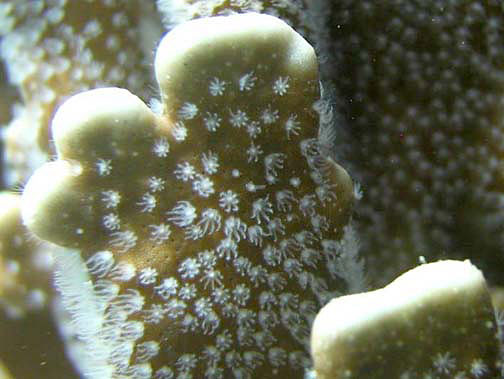
Heliopora coerulea
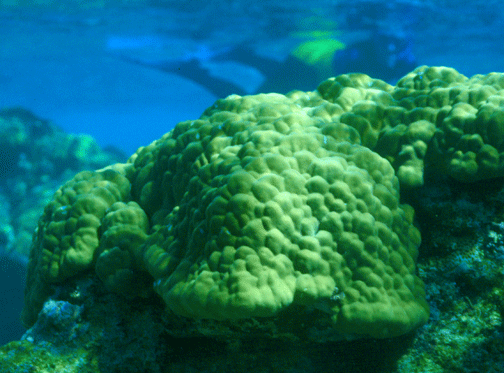
Porites australiensis